# HBO Now
HBO Now é um serviço de vídeo sob demanda obsoleto operado pela rede americana de TV a cabo e por satélite HBO. Apresentado oficialmente em 9 de março e lançado em 7 de abril de 2015 o serviço permite que os assinantes acessem on-demand a biblioteca de programas originais, filmes e outros conteúdos da HBO em computadores pessoais, smartphones, tablets e players de mídia digital.
Ao contrário do HBO Go, o serviço online de vídeo HBO para assinantes existentes do canal de televisão linear, o HBO Now está disponível como um serviço autônomo e não requer assinatura de televisão, direcionando cortadores de cabos que usam serviços concorrentes como Netflix e Hulu. Em fevereiro de 2018, a HBO Now teve 5 milhões de assinantes.
Em 27 de maio de 2020, a WarnerMedia lançou o HBO Max, um sucessor para o HBO Now que incorpora adicionalmente uma grande variedade de conteúdos de outras propriedades da WarnerMedia e também de provedores de conteúdo terceirizados. Os assinantes do HBO Now que são cobrados diretamente pela HBO foram migrados para o HBO Max em seu lançamento sem nenhum custo adicional. O HBO Now não será imediatamente descontinuado, pois a WarnerMedia afirma que alguns dispositivos de streaming não serão imediatamente suportados pelo novo serviço, e seriam necessárias negociações com revendedores terceirizados atuais do HBO Now (como Apple, Roku and Hulu).
Em 12 de junho de 2020, a HBO anunciou que o aplicativo do HBO Now em plataformas remanescentes ainda não suportadas pelo HBO Max (incluindo Amazon Fire OS e Roku) seria renomeado como somente "HBO" em 31 de julho.

## Desenvolvimento
Em 15 de outubro de 2014, após um teste de um serviço semelhante na Europa nórdica, a HBO anunciou planos para lançar um serviço on-line de assinatura de vídeo sob demanda nos Estados Unidos em 2015. Esse novo serviço seria voltado para os cortadores de cabos - consumidores que usam principalmente serviços de vídeo online para assistir a programas de televisão em vez de assinar televisão por cabo ou satélite - e não precisariam ser comprados como parte de uma assinatura de televisão para serviços como o Netflix. Isso contrasta com o serviço on-line de vídeo on demand da HBO, o HBO Go, que só é acessível para aqueles que se inscreveram na HBO por meio de um provedor de televisão.
Em 9 de dezembro de 2014, foi relatado que a HBO havia terceirizado o desenvolvimento da infraestrutura do serviço para a MLBAM (Major League Baseball Advanced Media), que também desenvolveu as infraestruturas usadas pela WatchESPN e pela WWE Network. A rede estava trabalhando anteriormente em uma nova plataforma codinome "Maui"; no entanto HBO, especialmente após grandes interrupções da HBO Go, que ocorreram durante várias estréias recentes da série de alto perfil da HBO, sentiu que terceirizar o serviço para um terceiro traria menor risco para o projeto. Otto Berkes deixou o cargo de Diretor Técnico da empresa após este movimento.
O serviço foi oficialmente revelado como HBO Now durante um evento de imprensa Apple em 9 de março de 2015. Também foi anunciado que a Apple seria o parceiro de lançamento exclusivo do serviço, com o aplicativo HBO Now sendo exclusivo para os dispositivos Apple TV e iOS por um período de três meses após o lançamento do serviço. O conteúdo da HBO Now também pode ser acessado em seu site. A HBO Now entrou oficialmente em 7 de abril de 2015, para coincidir com a estréia da quinta temporada de Game of Thrones em 12 de abril. A Apple mantém 15% da taxa de assinatura mensal de usuários que se inscrevem em um dispositivo iOS.
Após o final do período de exclusividade, a HBO Now para Android e Kindle Fire foi lançada em 16 de julho de 2015. Os aplicativos da HBO Now para Xbox 360 e Xbox One foram lançados em 21 de abril de 2016. Em 15 de setembro, a Sony anunciou que a HBO Now estará disponível no PlayStation 3 e PlayStation 4, que foi lançado em 29 de setembro de 2016 em antecipação à estréia da série do Westworld em 2 de outubro, e que qualquer um que se inscrevesse para a HBO no PlayStation Vue seria capaz de acessar a HBO Now sem custo adicional.

## Conteúdo
A HBO Now oferece acesso sob demanda à biblioteca inteira da HBO de séries originais, bem como filmes e documentários originais, além de filmes adquiridos de sua biblioteca através dos parceiros de conteúdo do canal a cabo. (como a 20th Century Fox, a Universal Pictures e a Warner Bros. Pictures). A Time Warner afirmou que pelo menos 2.000 títulos estariam disponíveis no lançamento do serviço.
Como no caso da HBO Go, a HBO Now atua estritamente como um serviço de vídeo sob demanda e não inclui acesso a fluxos quase em tempo real dos canais lineares da HBO - ao contrário de serviços de streaming similares oferecidos pela TV Everywhere. A HBO Now também não inclui fluxos de programação ou conteúdo do serviço premium associado Cinemax, e a Time Warner indicou que não planeja lançar um serviço autônomo complementar para essa rede no curto prazo.

## Disponibilidade
A HBO Now está disponível apenas para clientes nos Estados Unidos e em determinados territórios dos EUA. Devido a restrições de direitos regionais, a HBO não pode oferecer o serviço fora do país e seus termos de uso proíbem explicitamente que o serviço seja usado fora dos Estados Unidos.
Por exemplo, no Canadá, a Bell Media detém direitos exclusivos para o back-catalog da HBO para seu próprio serviço de streaming, CraveTV, mas transmite exclusivamente os programas atuais da HBO através da HBO Canada, um canal multiplex da The Movie Network e seu próprio aplicativo HBO Go. Enquanto CraveTV é um serviço autônomo, a HBO Canadá não é.
Os usuários de fora dos EUA que foram detectados por terem usado serviços como rede privada virtual (VPN) para evitar o bloqueio geográfico para usar a HBO Now estão sujeitos a ter seus serviços terminados sem reembolso.
Em 1 de abril de 2015, como parte de um acordo com a Time Warner que renovou seu contrato de transporte para as redes Turner Broadcasting System e distribuiu os maiores serviços de distribuição de Sling TV para o canal linear da HBO, a Dish Network garantiu a opção de tornar-se um parceiro de distribuição para a HBO Now seguindo o período de exclusividade com a Apple. Os clientes do PlayStation Vue também têm acesso ao HBO Now, além de sua assinatura HBO.
O serviço foi lançado na América Latina em junho de 2017, embora sob o nome HBO Go.